# Hoplocryptus centricolor
Hoplocryptus centricolor är en stekelart som först beskrevs av Aubert 1964.  Hoplocryptus centricolor ingår i släktet Hoplocryptus och familjen brokparasitsteklar. Inga underarter finns listade i Catalogue of Life.